# Giovanni de' Medici
Giovanni de' Medici eller Giovanni di Bicci de' Medici (født ca. 1360, død 20. februar 1429), var en finansmand og industriherre i Firenze. I begyndelsen af 1400-tallet blev han pavens officielle bankier. Under kirkemødet fra 1414-1418 i Konstanz spillede han en betydelig rolle. Hans forretninger spændte ud over vigtige byer i Europa.